# Argumentum ad temperantiam
Az argumentum ad temperantiam (szó szerint: „az egyensúlyozgatásra alapozó érvelés”) olyan érvelési hiba, mely szerint a konkrét érvektől függetlenül a vitában a két szemben álló álláspont közötti kompromisszum a helyes. Gyakran hivatkoznak effajta arany középútra, amikor két egymással markánsan szembenálló álláspont van egy adott kérdésben, és úgy tűnik, a vita nem tud kimozdulni a holtpontról.
Általános formája:
1. A és B két szembenálló álláspont
2. C álláspont A és B között helyezkedik el
3. Tehát C a helyes álláspont

Egyszerű szemléltetés: ha A azt állítja, hogy 2 + 2 = 4, B pedig azt, hogy 2 + 2 = 5, az argumentum ad temperantiam alapján ebből adódik a „helyes” álláspont (C): 2 + 2 = 4,5.

## Példák
- Molnár képviselő a költségvetési kiadások csökkentésére a munkanélküli-segély 50%-os csökkentését javasolta, míg Szabó képviselő 10%-os növelést javasolt, hogy a juttatások lépést tartsanak az inflációval és a megnövekedett megélhetési költségekkel. Szerintem Takács képviselő 20%-os csökkentési javaslata a legjobb, mert ez egy jó középút a két javaslat között, ezért ezt kell támogatnunk.
- Egy hónappal ezelőtt egy vihar megrongálta az egyik fát Péter udvarában. János, a szomszédja megkérte Pétert, hogy vágja ki, nehogy rádőljön János szerszámoskamrájára. Két napja egy újabb vihar kidöntötte a fát, ami összetörte János kamráját, aki most kártérítésként 50 000 forintot követel Pétertől, de ő egy fillért sem akar fizetni. Nyilvánvaló, hogy a legjobb megoldás a két szélsőség közötti kompromisszum, azaz fizessen Péter 25 000 forintot Jánosnak.

## Lásd még
- Okrent törvénye